# Кизилов, Михаил Борисович
Кизилов Михаил Борисович (род. 27 июня 1974 года, Симферополь) — историк, востоковед, гебраист, специалист по истории и этнографии народов Крыма. Доктор философии (Оксфордский университет, 2007). Специалист по истории иудейских и караимских общин Крыма, Литвы и Польши.

## Биография
Михаил Кизилов родился в Симферополе в 1974 году, в 1991—1996 году учился на историческом факультете Симферопольского Государственного университета им. М. В. Фрунзе, в 1997 году получил магистерскую степень в Центрально-Европейском университете в Будапеште, 2005 году также магистерскую степень, а в 2007 году — степень доктора философии в современной истории (DPhil in Modern History) в университете Оксфорда.
Кизилов проходил стажировку и преподавал во многих университетах Европы, США и Израиля, на 2023 год был сотрудником Института востоковедения РАН. Участвовал и участвует в работе Центра «Сэфер» (Израиль) в качестве студента, лектора, докладчика и руководителя конференционных секций, участника программы «Эшнав». Ранее являлся научным сотрудником Университета имени Бен Гуриона в Беэр Шеве и научным сотрудником Института иудаики Тюбингенского университета (Германия). Лауреат ежегодной премии всемирной Ассоциации еврейских библиотек за 2012 год, автор многих работ по Холокосту крымчаков, караимов и крымских цыган.

## Основные работы
Михаил Кизилов автор нескольких монографий и более 100 статей, опубликованных в 120 ведущих изданиях на 8 языках и находящихся в 3503 библиотечных фондах. Наиболее значительные из них:
- Kizilov, Mikhail. Karaites through the Travelers’ Eyes. Ethnic History, Traditional Culture and Everyday Life of the Crimean Karaites According to Descriptions of the Travelers. New York, Qirqisani Center for the Promotion of Karaite Studies, 2003. ISBN 9780970077561.
- Kizilov, Mikhail. The Karaites of Galicia: An Ethnoreligious Minority Among the Ashkenazim, the Turks, and the Slavs, 1772—1945. Leiden / Boston: Brill, 2009 (=Studia Judaeoslavica. Vol. 1). 461 pp.
- Kizilov, Mikhail. The Sons of Scripture. The Karaites in Poland and Lithuania in the Twentieth Century. Warsaw / Berlin: De Gruyter, 2015. https://www.degruyter.com/document/doi/10.1515/9783110425260/html
- Walfish, Barry Dov; Kizilov, Mikhail. Bibliographia Karaitica. An Annotated Bibliography of Karaites and Karaism. Karaite Texts and Studies. Volume 2. Karaite Texts and Studies. Vol. 43 / Études sur le judaïsme médiéval, Volume: 43. doi:10.1163/ej.9789004189270.i-810. ISBN 978-90-04-21472-9.
- Михаил Кизилов. Крымская Готия. — Симферополь: Наследие тысячелетий, 2015. — 352 с. — 2000 экз. — ISBN 978-5-9906988-0-2.
- Михаил Кизилов. Крымская Иудея. — Симферополь: Доля, 2011; 2016 (вт. издание). — 339 с. — 1000 экз. — ISBN 978-966-366-386-9.
- Никифорова Л. Л., Кизилов М. Б. Айн Рэнд. — Москва: Молодая гвардия, 2020. — 333 с. — (Жизнь замечательных людей). — 3000 экз. — ISBN 978-5-235-04343-5.
- Кизилов М. Б., Масякин В. В. Готы // От киммерийцев до крымчаков (народы Крыма с древнейших времен до конца XVIII в.) / А. Г. Герцен. — Благотворительный фонд "Наследие тысячелетий". — Симферополь: Доля, 2004. — С. 71—96. — 293 с. — 2000 экз. — ISBN 966-8584-38-4.
- Кизилов М., Бондаренко Г. Старообрядцы и евреи: триста лет рядом. — Москва: Новое литературное обозрение, 2024. — 352 с. — (Что такое Россия). — ISBN 978-5-4448-2227-2.